# Pfarrweisach
Pfarrweisach – miejscowość i gmina w Niemczech, w kraju związkowym Bawaria, w rejencji Dolna Frankonia, w regionie Main-Rhön, w powiecie Haßberge, wchodzi w skład wspólnoty administracyjnej Ebern. Leży w Haßberge, około 20 km na północny wschód od Haßfurtu, nad rzeką Baunach i Weisach, przy drodze B279 i linii kolejowej Maroldsweisach – Bamberg.

## Dzielnice
W skład gminy wchodzą następujące dzielnice: Junkersdorf an der Weisach, Kraisdorf, Lichtenstein, Lohr, Pfarrweisach, Rabelsdorf i Dürrnhof.

## Demografia
| Rok  | Liczba mieszk. |
| 1970 | 1642           |
| 1987 | 1595           |
| 2000 | 1599           |
| 2005 | 1586           |

## Polityka
Wójtem jest Martin Hermann z CSU. Rada gminy składa się z 13 członków:
|      | CSU | SPD | Gminna Niezrzeszona Lista Mieszkańców | FWG | Razem     |
| 2002 | 8   | 1   | 2                                     | 2   | 13 miejsc |

## Oświata
(na 1999)

W gminie znajduje się 50 miejsc przedszkolnych (z 63 dziećmi).